# Landevejscykelrytteres kælenavne
I cykelverdenen får mange professionelle cykelryttere kæle- eller øgenavne. Ofte associeres disse navne i forhold til rytterens hjemstavn, udseende, kørestil eller væremåde.
| Navn                     | Kælenavn                                          |
| ------------------------ | ------------------------------------------------- |
| Djamolidine Abdoujaparov | "The Tashkent Terror"                             |
| Jacques Anquetil         | "Monsieur Chrono"                                 |
| Michael Boogerd          | "Boogi"                                           |
| Oskar Camenzind          | "Oski"                                            |
| Francesco Casagrande     | "Casseta"                                         |
| Mario Cipollini          | "Super Mario"                                     |
| Fausto Coppi             | "il Campionissimo"                                |
| Pedro Delgado            | "Perico"                                          |
| Viatcheslav Ekimov       | "Slava"                                           |
| Laurent Fignon           | "Professoren"                                     |
| Maurice Garin            | "Den hvide bulldog"                               |
| Bernard Hinault          | "le Blaireau" (grævlingen)                        |
| Miguel Indurain          | "Miguelon"                                        |
| Laurent Jalabert         | "Jaja"                                            |
| Bobby Julich             | "Bobby J"                                         |
| Greg Lemond              | "Fat Greggy"                                      |
| Eddy Merckx              | "Kannibalen"                                      |
| Francesco Moser          | "Cecco"                                           |
| Stuart O'Grady           | "Freckle"                                         |
| Marco Pantani            | "Piraten", "Den lille elefant", "Den lille store" |
| Michael Rasmussen        | "Kyllingen fra Tølløse"                           |
| Bjarne Riis              | "Ørnen fra Herning"                               |
| Tony Rominger            | "Kamelen"                                         |
| Paolo Savoldelli         | "Babyface"                                        |
| Andrea Tafi              | "Il Tafone"                                       |
| Vincenzo Nibali          | "Hajen fra Messina"                               |
| Jakob Fuglsang           | "Fuglen"                                          |
| Jan Ullrich              | "Der Junge Jan", "Kraftværket fra Rostock"        |
| Lucien van Impe          | "l'Ouistiti"                                      |
| Peter van Petegem        | "De Zwarte van Brakel"                            |
| Chris Froome             | "Froomey"                                         |
| Tony Martin              | "Der Panserwagen"                                 |
| Jens Voigt               | "Der Jensie"                                      |
| Chris Anker Sørensen     | "Oksen fra Hammel"                                |
| Lance Armstrong          | "the Tourminater"                                 |
| Kurt-Asle Arvesen        | "Kurt asfalt skrabesen"                           |
| Michael Mørkøv           | "Svanen fra banen"                                |
| Mark Cavendish           | "The Manx Missile"                                |